# Point chaud de Louisville
Le point chaud de Louisville est un point chaud responsable de l'activité volcanique qui a formé la chaîne de monts sous-marins Louisville dans le sud de l'océan Pacifique, qui s'étend des Tonga jusqu'à la dorsale Pacifique-Antarctique.

## Emplacement
L'emplacement exact du point chaud de Louisville est incertain, il se trouverait à proximité de la dorsale Pacifique-Antarctique.

## Histoire géologique
L'activité volcanique du point chaud de Louisville a produit la ride de Louisville, qui est l'une des plus longues chaînes de monts sous-marins dans le monde, s'étendant sur environ 4300 km de long, depuis la dorsale Pacifique-Antarctique jusqu'à la fosse des Tonga où elle disparaît dans la zone de subduction.
L'âge du point chaud de Louisville est estimé à au moins 78,8 ± 1,3 Ma sur la base de l'âge du plus ancien mont sous-marin connu (mont Osbourn, à proximité de la fosse des Tonga,). Cet âge est comparable à celui de la chaîne des monts sous-marins Hawaii-Empereur, bien que l'intensité de l'activité volcanique au niveau des deux chaînes soit relativement différente et que la ride de Louisville ait une courbure plus progressive par rapport à celle de la chaîne Hawaii-Empereur. Au cours de la période de l'Oligocène inférieur, la production magmatique du point chaud de Louisville était beaucoup plus stable que celle du point chaud d'Hawaii et avait un volume total inférieur. Au cours de l'Oligocène supérieur, la production de magma a diminué, de sorte qu'aucun des volcans formés n'a émergé au-dessus du niveau de la mer au cours des 11 derniers millions d'années. La ride de Louisville a une largeur pour moitié inférieure à celle de la chaîne Hawaii-Empereur. Par conséquent, et contrairement au point chaud d'Hawaii, il est estimé que l'activité du point chaud de Louisville a nettement diminué au cours du temps.
Le point chaud de Louisville pourrait être à l'origine du plateau basaltique d'Ontong Java, le plus grand plateau océanique du monde, âgé d'environ 120 millions d'années. Cependant une étude scientifique montre que les emplacements modélisés du plateau et du point chaud à l'époque ne coïncident pas dans une reconstruction des plaques tectoniques. D'autres facteurs sont en revanche encore compatibles avec cette hypothèse.

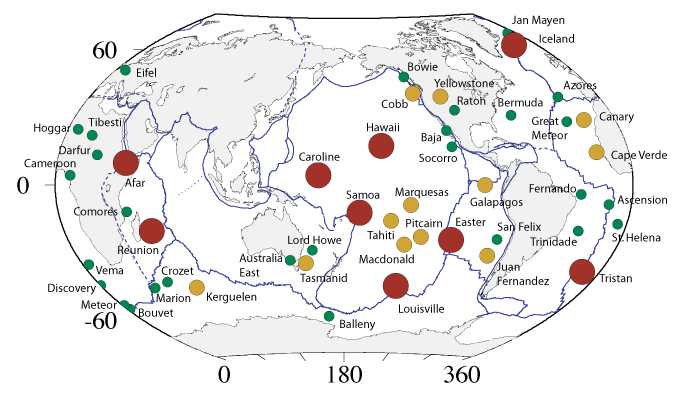
Localisation et importance du point chaud de Louisville dans la Pacifique Sud.